# Atyopsis moluccensis
Atyopsis moluccensis е вид десетоного от семейство Atyidae. Видът не е застрашен от изчезване.

## Разпространение и местообитание
Разпространен е в Индонезия (Бали, Калимантан, Сулавеси и Суматра), Тайланд, Филипини и Шри Ланка.
Обитава сладководни басейни и потоци.